# Индустријска зона Сералта (Анкона)
Индустријска зона Сералта (итал. Zona Industriale Serralta) насеље је у Италији у округу Анкона, региону Марке.
Према процени из 2011. у насељу је живело 2 становника. Насеље се налази на надморској висини од 166 м.